# Schloss Lankowitz

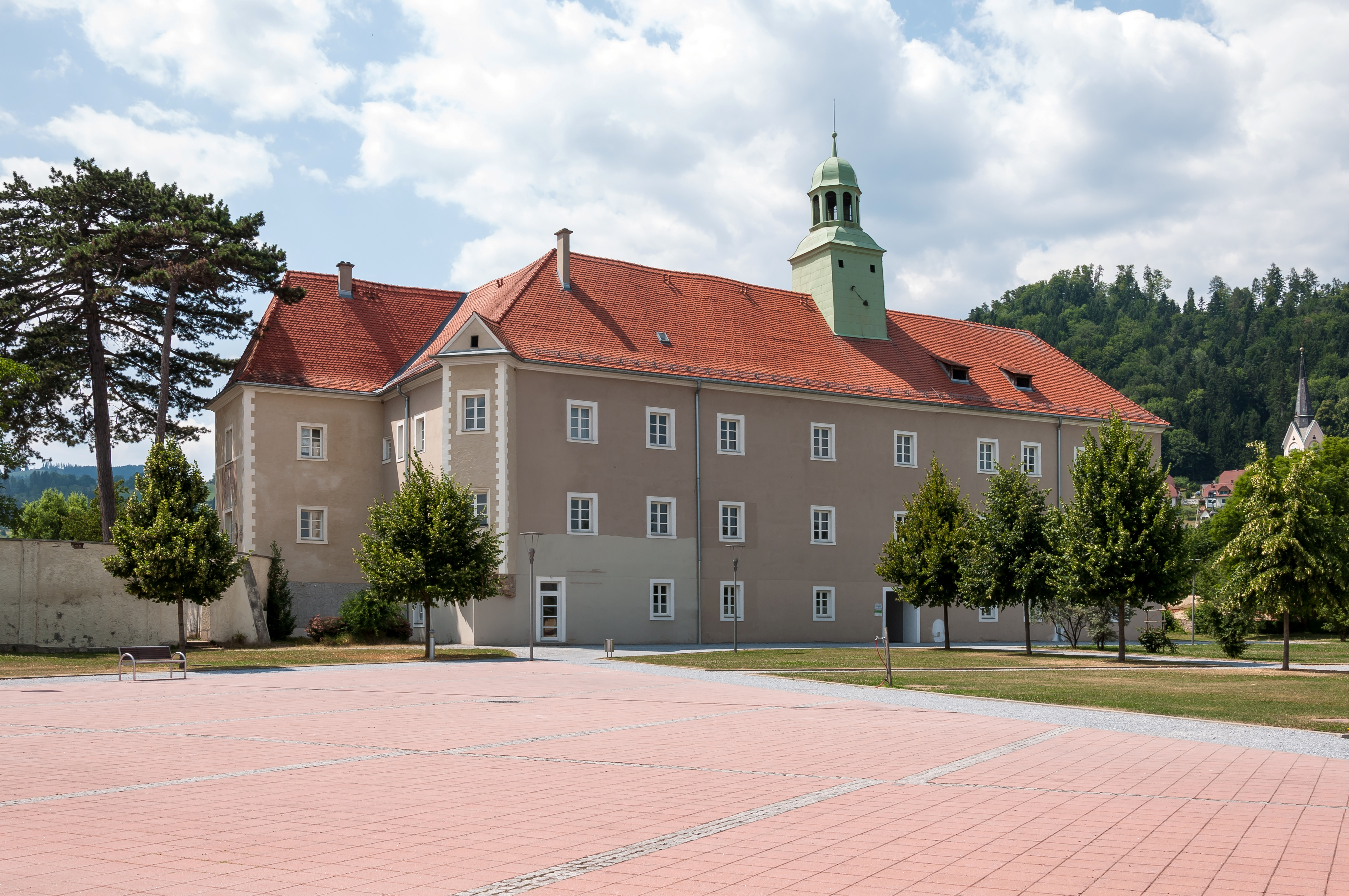
Das Schloss von Südosten im Juli 2013

Das Schloss Lankowitz steht in der Marktgemeinde Maria Lankowitz im Bezirk Voitsberg in der Weststeiermark (Österreich). Die Ursprünge des Schlosses gehen bis auf die Mitte des 15. Jahrhunderts zurück. Es enthielt unter anderem eine Außenstelle der Justizanstalt Graz-Karlau, die sich heute in den Gebäuden des Forstreviers Lankowitz befindet, und ist in Privatbesitz. Seit 1998 beherbergt das Schloss ein Heimatmuseum.

## Standort
Das Schloss steht innerhalb des Ortsgebietes von Maria Lankowitz in der Puchbacherstraße 71–72 auf einer südlich der Pfarrkirche gelegenen Schotterterrasse.

## Geschichte

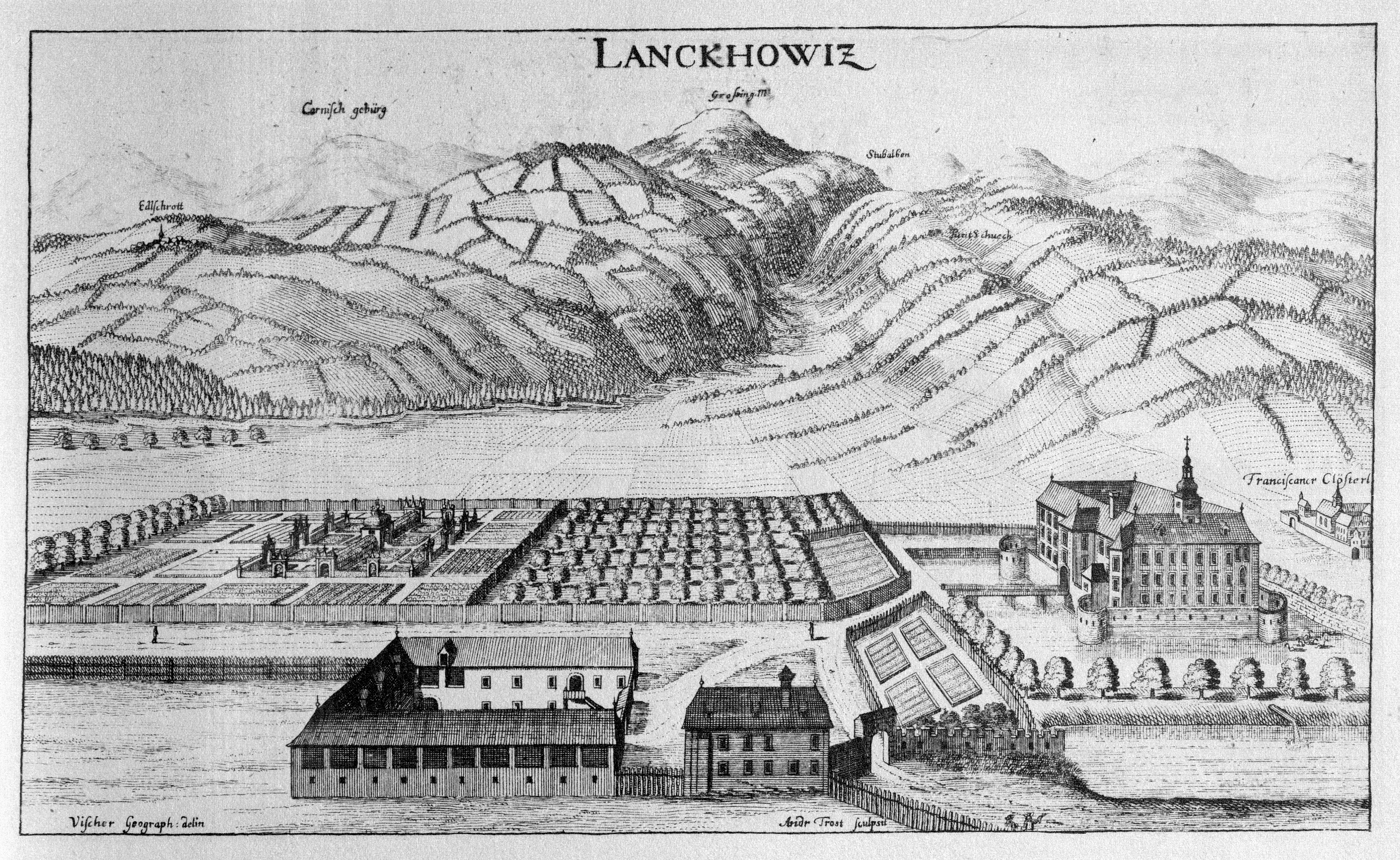
Kupferstich des Schlosses Lankowitz aus Vischers Topographia Ducatus Styriae, 1681

Kaiser Otto III. schenkte dem Markgrafen Adalbero von Eppenstein im Jahr 1000 Landbesitz im Gebiet der heutigen Gemeinde Maria Lankowitz. Adalbero beauftragte vermutlich einen seiner Ministeriale mit dem Bau einer Wehranlage am Franziskanerkogel, der sogenannten Primaresburg. Die Primaresburg kam von den Eppensteinern an die Herren von Wildon, welche die Herrschaft von den Herren von Graden, ihren Gefolgsleuten, verwalten ließen. Da sich die Wildoner an einer Fehde gegen den Herzog Albrecht I. beteiligten, verloren sie die Herrschaft Lankowitz, die an die Landesfürsten kam. Ungefähr zu jener Zeit wurde die Primaresburg vermutlich durch ein Feuer zerstört, und die Gradner errichteten sich unterhalb des Franziskanerkogel einen neuen, kleinen Wohnsitz.
Der Landesfürst Herzog Ernst der Eiserne erteilte den beiden Brüdern Alexander und Peter Gradner im Jahr 1415 die Erlaubnis, oberhalb des Dorfes Lankowitz einen Ansitz errichten zu dürfen. Erst Georg Gradner machte im Jahr 1440 von dieser Erlaubnis Gebrauch und begann mit der Errichtung des heutigen Schlosses auf einem Grundstück, das ein Lehen der Grafen von Montfort war. Im Jahr 1459 verkaufte Gradner das „geslos“ zusammen mit den dazugehörigen Jagdgründen an Kaiser Friedrich III. Der Kaiser löste die Lehenshoheit von Graf Hermann von Montfort ab und belehnte 1460 Andreas von Greißenegg mit der Herrschaft Lankowitz. Da dieser in der gegen den Kaiser gerichteten Baumkircher Fehde verwickelt war, wurde er 1471 hingerichtet, und all seine Güter wurden vom Kaiser eingezogen. Friedrich III. verpfändete das Anwesen Lankowitz zuerst an Thoman Rottaler und 1479 an Wolfgang Lembacher, ehe sie im Jahr 1491 von Hans Geumann gepachtet wurden. Geumann musste die Herrschaft auf Befehl von König Maximilian I. im Jahr 1500 an Jörg von Herberstein abgeben, der sie als Pfandbesitz erhielt. Gegen Verzicht auf die Pfandsumme übernahm Friedrich Freiherr von Herberstein im Jahr 1590 das Schloss Lankowitz als freies Eigen. Unter den Herberstein wurde das Schloss vermutlich zu einem Wasserschloss aus- und umgebaut. Christof Moritz Freiherr von Herberstein tauschte mit dem Stift Stainz im Jahr 1634 die Herrschaft Lankowitz gegen Vasoldsberg ein.
Das Stift Stainz legte Lankowitz mit dem Gut Leonroth zusammen, wobei das Schloss Lankowitz als Verwaltungssitz diente. Im Jahr 1671 kam es am Landesgericht Lankowitz zu einem Hexenprozess, in dessen Verlauf alle fünf Beschuldigten hingerichtet wurden. Als Kaiser Joseph II. das Stainzer Stift auflösen ließ, wurde Lankowitz im Jahr 1782 zu einer Staatsherrschaft ernannt. 1848 wurde das Schlossgebäude zu einer Straf- und Besserungsanstalt umgebaut und war zuletzt Frauengefängnis und Außenstelle der Justizanstalt Graz-Karlau. Nach der Schließung der Haftanstalt ging das Schloss in Privatbesitz über und wurde 1993 revitalisiert, wobei das Innere in Wohnungen sowie Büros aufgeteilt wurde. Seit 1998 ist in der ehemaligen Schlosskapelle ein Heimatmuseum eingerichtet und gelegentlich finden Ausstellungen und Veranstaltungen im Schloss statt.

## Schloss

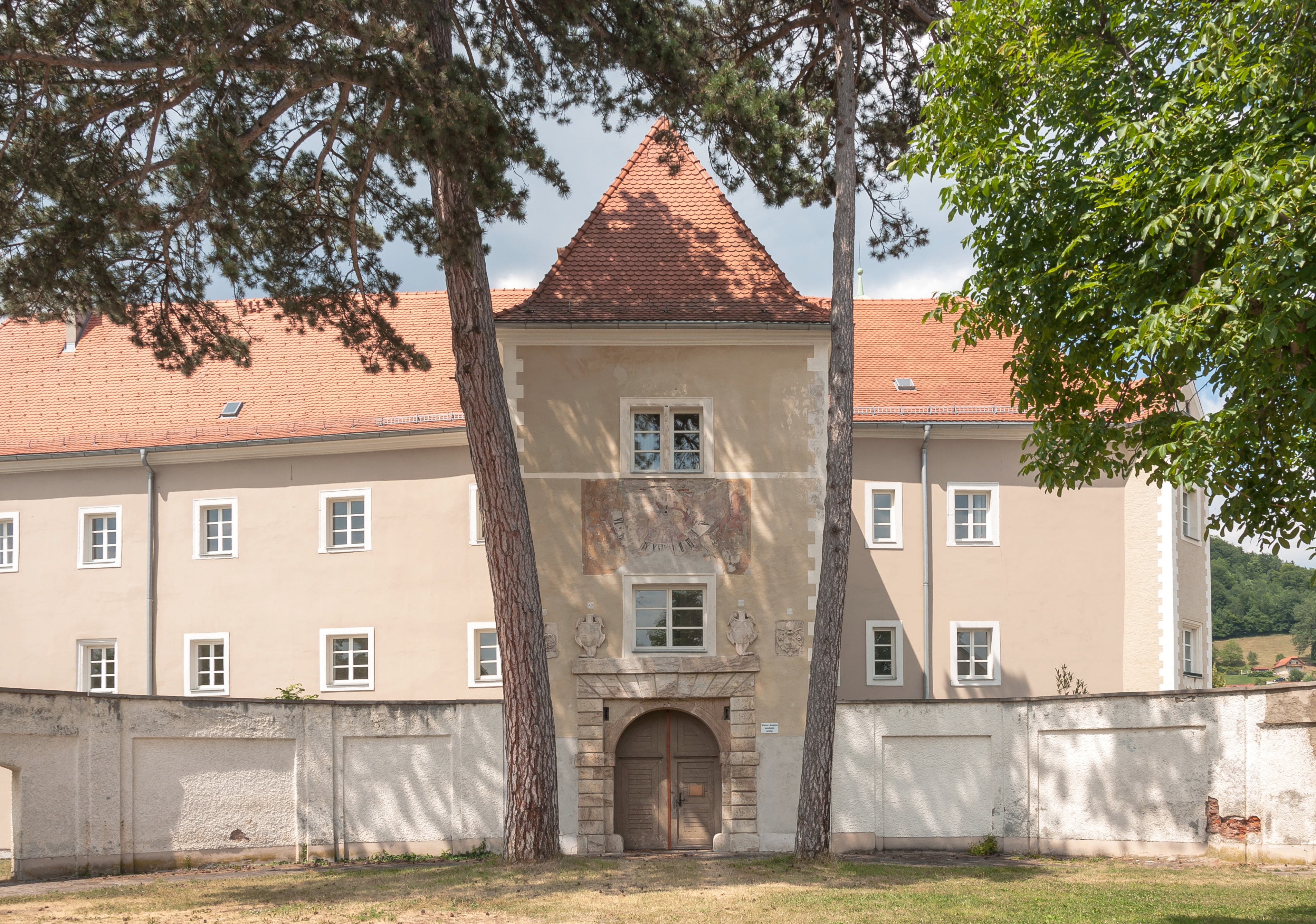
Das Südtor des Schlosses im Juli 2013

Beim Schloss handelt es sich um einen dreigeschoßigen, regelmäßigen Vierflügelbau mit rechteckigem Grundriss, der in seiner heutigen Form aus dem 16. und 17. Jahrhundert stammt. Die vier Flügel umschließen einen großen Säulenarkadenhof, dessen Bögen teilweise vermauert, aber in jüngerer Zeit wieder freigelegt wurden. Über die Eingangsfront erhebt sich ein kleiner Dachreiter, der als Uhr- und Glockenturm dient. Das rundbogige, rustizierte Haupttor befindet sich an einem Vierecksturm, der einachsig vom Schlossgebäude vorspringt. Über dem Haupttor sind die Wappen der ehemaligen Besitzer sowie eine Sonnenuhr angebracht. Die ehemalige Schlosskapelle ist mit Fresken ausgeschmückt und verfügt über eine Fürstenempore.
Bis zum Ende des 17. Jahrhunderts war das Schloss eine wehrhafte Anlage, die von einem breiten Wassergraben umgeben war, über den eine Zugbrücke und ab dem 16. Jahrhundert eine Holzbrücke führte. Die hinter dem Graben gelegene Wehrmauer war mit Rundtürmen verstärkt, während sich vor dem Graben ein abfallendes Glacis befand. Jenseits des Glacis befand sich ein großes Wirtschaftsgebäude mit hufeisenförmigen Grundriss sowie das einstöckige Verwalterhaus. Von der Wehrmauer, dem Wassergraben sowie von zwei vorspringenden Türmen an den Ecken der östlichen Schlossmauer hat sich bis heute nichts erhalten.